# Amithao erythropus
Amithao erythropus är en skalbaggsart som beskrevs av Hermann Burmeister 1842. Amithao erythropus ingår i släktet Amithao och familjen Cetoniidae. Inga underarter finns listade i Catalogue of Life.